# Richie Rich
Richie Rich (uneori stilizat ca Ri¢hie Ri¢h) este un film artistic american din 1994, o adaptare după personajul titular din benzile desenate Harvey. Filmul este regizat de Donald Petrie, cu Macaulay Culkin în rolul principal. În rolurile secundare joacă Edward Herrmann, Michael McShane, Christine Ebersole, Jonathan Hyde și John Larroquette; în timp ce Reggie Jackson, Claudia Schiffer și Ben Stein au scurte apariții în propriul rol. Fratele mai mic al lui Culkin, Rory Culkin, interpretează scenele cu Richie când este și mai mic de vârstă.  În 1998, a fost continuat de filmul direct-pe-video Richie Rich's Christmas Wish. În cinematografe a fost prezentat împreună cu o animație Wile E. Coyote și Road Runner numită Chariots of Fur. Richie Rich a fost ultimul film al lui Macaulay Culkin ca actor copil.

## Actori
| Actor              | Personaj                        | |
| ------------------ | ------------------------------- | -------------------------------------------------------------------------------------------------- |
| Macaulay Culkin    | Richie Rich                     | un tânăr drăguț și foarte bogat, eroul și personajul principal al filmului                         |
| John Larroquette   | Lawrence Van Dough              | principalul antagonist și răufăcător care plănuiește să fure averea familiei Rich                  |
| Edward Herrmann    | Richard Rich                    | tatăl lui Richie                                                                                   |
| Christine Ebersole | Regina Rich                     | mama lui Richie                                                                                    |
| Jonathan Hyde      | Herbert Arthur Runcible Cadbury | prietenul lui Richie                                                                               |
| Michael McShane    | Profesorul Keenbean             | un inventator strălucitor                                                                          |
| Chelcie Ross       | Ferguson                        | șeful securității familiei Rich dar care se aliază cu Van Dough pentru a fura averea familiei Rich |
| Mariangela Pino    | Diane Pazinski                  | |
| Stephi Lineburg    | Gloria Pazinski                 | |
| Michael Maccarone  | Tony                            | |
| Joel Robinson      | Omar                            | |
| Jonathan Hilario   | Pee Wee                         | |

## Legături externe
- Richie Rich la CineMagia
- Richie Rich la Internet Movie Database
- Richie Rich la Allmovie
- Richie Rich la TCM Movie Database
- Films Made in North Carolina - PDF

Format:Richie Rich